# Klątwy, mikroby i uczeni
Klątwy, mikroby i uczeni – trylogia autorstwa Zbigniewa Święcha. Stanowią ją książki popularnonaukowe o tematyce historycznej.
T. I: W ciszy otwieranych grobów, pierwsze wydanie: Kraków, Wydawnictwo Iskry, 1988 – tematem tomu jest tzw. "klątwa Kazimierza Jagiellończyka": seria zgonów osób uczestniczących w otwarciu grobu króla w 1973, a także badania grobów królewskich na Wawelu, relacja z powtórnego pochówku Kazimierza Jagiellończyka i Elżbiety Rakuszanki.
T. II: Wileńska klątwa Jagiellończyka, pierwsze wydanie: Kraków, Wydawnictwo Wawelskie,  1993 – tematem tomu jest rzekoma klątwa, jaką miał być obłożony grób króla Aleksandra Jagiellończyka w katedrze wileńskiej. 
T. III: Ostatni krzyżowiec Europy. Cz. 1: Oddychający sarkofag Warneńczyka?, pierwsze wydanie: Kraków, Wydawnictwo Wawelskie, 1995 – tematem tomu jest legenda związana z rzekomym cudownym ocaleniem Władysława Warneńczyka po bitwie pod Warną.